# Handicare Stairlifts

Traplift symbool

Het bedrijf Handicare Stairlifts, ook bekend als Liftenfabriek Brinkman Jan Hamer, is een trapliftenfabriek gevestigd te Heerhugowaard in de provincie Noord-Holland. Het bedrijf had in 2010 200 medewerkers en exporteerde naar 38 landen. Tussen 1997 en 2007 was de naam van de onderneming Freelift. Na een overname heet het bedrijf Handicare Stairlifts B.V. en produceert onder de merknaam Handicare.

## Geschiedenis
De geschiedenis van het bedrijf gaat terug tot 1886, toen Jan Hamer (1861-1919) in Zutphen een technisch handelsbureau oprichtte onder de naam: Jan Hamer & Co. Weldra verhuisde dit bedrijf naar Amsterdam, waar het gevestigd was op verschillende adressen. In 1889 werd Willem Eising Mulder de compagnon van Hamer. Na het overlijden van Hamer in 1919 zette Mulder het bedrijf voort. Na de komst van Mulder werd het bedrijf een familiebedrijf doordat het over is gegaan van vader op zoon.
Omstreeks 1920 ging het bedrijf samen met de ijzergieterij Vulcanus in Vaassen onder de naam IJzergieterij Vulcanus & Machinefabriek. In deze tijd werd ook de personenlift in Paleis Noordeinde in Den Haag geplaatst. In 1948 kwam een einde aan deze samenwerking en verhuisde het bedrijf naar de Beijersweg te Amsterdam, waar de liftenfabriek werd ondergebracht in de Oostergasfabriek.
In 1970 verhuisde de fabriek, die nu: N.V. Liftenfabriek, v/h Jan Hamer & Co heette, naar de Marconistraat te Heerhugowaard. In de jaren 80 van de 20e eeuw nam de Otis Elevator Company zowel Brinkman als Jan Hamer over en voegde ze samen tot Liftenfabriek Brinkman Jan Hamer. Deze dochter van OTIS specialiseerde zich steeds verder in trapliften. In 1996 werd Brinkman Jan Hamer opnieuw verzelfstandigd om in 1997 verder te gaan onder de naam Freelift. In 2007 werd Freelift overgenomen door de in Noorwegen gevestigde groep Handicare AS. In 2010 is de bedrijfsnaam gewijzigd in Handicare Stairlifts B.V. De onderneming heeft vestigingen in Groot-Brittannië, Frankrijk en Duitsland.